# Chaostruppe
Chaostruppe ist ein Schweizer Hip-Hop-Kollektiv aus Bern, das aus 15 Personen besteht.

## Bandgeschichte
Das Kollektiv gründete sich um 2014 und besteht aus den Mitgliedern Dubios, Iroas, Jahmool, Migo, MQ, Pit, Rapaze, Roumee, Sam, Sophie, Tarick One, Theo Äro, Tiggr, 200BPM und Tilt. Sophie ist die einzige Rapperin im Kollektiv. Neben den Rappern befinden sich auch Beat- und Musikproduzenten, Grafiker und mit Rapaze auch ein DJ im Kollektiv.
Die erste Veröffentlichung war das Mixtape Chaostape, das am 15. Mai 2015 zum kostenlosen Download bereitgestellt wurde. 2017 geriet das Kollektiv in die Schlagzeilen, als ein drei Jahre alter Song von Tilt und 200BPM bekannt wurde, auf dem diese die SVP-Nationalrätin Natalie Rickli beleidigten. Ihnen wurde Sexismus unterstellt, ein Vorwurf, den sie aus ihrem linken Selbstverständnis heraus weit von sich wiesen. In einem anschliessenden Prozess wurden sie in erster Instanz wegen Beschimpfung verurteilt und vom Vorwurf der sexuellen Belästigung freigesprochen. In zweiter Instanz urteilte das Obergericht des Kantons Bern erneut im Sinne der Klägerin. Zum Straftatbestand der Beschimpfung kam üble Nachrede hinzu. Der Fall wurde schliesslich von der Staatsanwaltschaft vor das Bundesgericht gebracht, wo abschliessend entschieden wurde, dass der Straftatbestand sexueller Belästigung nicht erfüllt sei.
Es folgten die Singles und Tracks Noah (2018), Ds Beschtä chunnt nie (2018), D Wäut oder Niemer (2020) und Nikotinfingergäub (2020). Daneben nahmen alle Mitglieder auch ihre eigenen Alben und Tracks auf und kollaborierten auf den jeweiligen Tracks des anderen.
2020 erschien das Album Umverteilig (zu üs), welches Platz 1 der Schweizer Albumcharts erreichte.

## Musikstil
Die Songs sind abwechslungsreich gestaltet und integrieren verschiedene Rapstile miteinander. Auch die Beats passen sich dem jeweiligen Stil an. Die Texte sind überwiegend sozialkritisch gehalten, dabei in ihren Grundaussagen vor allem zynisch und ironisch. Auch neigen sie in ihren Texten zur Hip-Hop-typischen Übertreibung des eigenen Luxus, den sie aber auch mit einer Umverteilung im marxistischen Sinne verbinden.

## Diskografie

### Alben und Mixtapes
- 2015: Chaostape (Mixtape)
- 2020: Umverteilig (zu üs)

### Singles
- 2018: Chum mir göh usem Nüt!
- 2018: Ds Beschtä chunnt nie
- 2020: Nikotinfingergäub
- 2020: Wisi wei

### Samplerbeiträge
- 2018: Noah auf "To the Heart To the Hood" an Uristier Tribute

### Videoclips
- 2015: Chum mir göh Use
- 2017: Usem Nüt
- 2018: Ds Beschtä chunnt nie
- 2020: Nikotinfingergäub
- 2020: D Wäut oder Niemer
- 2020: Wuetbürger-Riddim
- 2020: Wisi wei